# Les Terres de Légende
Pour le livre de la série portant le même titre que la série, voir Les Terres de Légende#Ouvrages.
Ne doit pas être confondu avec Terres de Légendes.
Les Terres de Légende (Dragon Warriors) est un jeu de rôle médiéval-fantastique créé en 1985 par Dave Morris et Oliver Johnson (éd. Corgi Books), se déroulant dans un univers nommé Légende.
Traduit par Yannick Surcouf, il a été édité en France en 1989 par Gallimard dans la collection Folio Junior. Comme L'Œil noir auparavant, la série a été publiée au même format que la série Un livre dont vous êtes le héros, mais présentée comme « Un jeu dont vous êtes le héros ».
Par ailleurs, des livres-jeux se déroulant dans cet univers ont été édités dans les collections L'Épée de Légende et Dragon d'Or (L'Œil du dragon commence à Achtan, au nord de la mer coradienne). Notons toutefois que les aventures du jeu de rôle Les Terres de légende et celle de la série de livres-jeux ne se déroulent pas à la même époque (une quinzaine d'années sépare les deux chronologies), ni sur le même continent. Dave Morris a également publié une trilogie de romans, Chronicles of the Magi, en 1997.
Une nouvelle édition de Dragon Warriors est publiée en anglais par Magnum Opus Press et Mongoose Publishing, dans la collection Flaming Cobra, depuis fin novembre 2008. Il s'agit d'une compilation des six ouvrages de la première édition. Depuis le 1er avril 2011, Magnum Opus Press s'est désengagé et la publication a été reprise par Serpent King Games.

## L'univers
Les premiers ouvrages ne décrivent pas un monde particulier ; les règles sont prévues pour s'adapter à tout univers médiéval-fantastique, voire antique-fantastique. Il s'agit d'un « pays indéterminé, à une époque proche des âges sombres et du bas Moyen Âge. » ([1], p. 158).
Même s'il est présenté comme adaptable à divers mondes, le jeu a été créé autour d'un univers nommé Légende. Les règles, et notamment la liste des monstres ([1] p. 67–129), dessinent un univers classique avec elfes, nains, hobbits, gnomes, gobelins, orques, trolls, élémentaux, dragons et morts-vivants. Les dragons ont dominé le monde avant d'être supplantés par les mammifères, et les dragons sont maintenant rares ([1] p.  77). Les hommes-singes, des gorilles carnivores, sont les ancêtres des hommes ([1] p.  96). Il est mentionné une croisade en Terre sainte, ainsi que l'église d'un nouveau Dieu dont le symbole est la croix, à côté de croyances en des dieux multiples ([1] p. 14, 106, 136, 164) ; le crucifix et les reliques des saints ont des effets protecteurs ([1] p. 198, [2] p. 104). On entend parler d'un moine érudit, Ecgric, qui a recensé les créatures infernales dans un ouvrage baptisé Pandémonium ([1] p.  79). L'univers est développé dans les scénarios, ainsi que dans les livres-jeux L'Épée de Légende et les romans Chronicles of the Magi, puis dans l'édition de 2008.
Références
- [1] Dave Morris (trad. de l'anglais), Le Livre des règles [« Dragon Warriors »], Paris, Folio junior, coll. « Les Terres de Légende » (no 1), 1989, 208 p. (ISBN 2-07-033548-8)
- [2] Dave Morris (trad. de l'anglais), Initiation à la magie [« The Way of Wizardry »], Paris, Folio junior, coll. « Les Terres de Légende » (no 2), 1989, 157 p. (ISBN 2-07-033549-6)
- [3] (en) Oliver Johnson et Dave Morris, Dragon Warriors RPG, Mongoose, novembre 2008, 256 p. (ISBN 978-1-906103-96-5)

## L'édition de 1985

### Ouvrages
Elle se compose de six livres :
1. Dave Morris (trad. de l'anglais), Le Livre des règles [« Dragon Warriors »], Paris, Folio junior, 1985, 208 p. (ISBN 2-07-033548-8) : règles de base et une aventure ;
2. Dave Morris (trad. de l'anglais), Initiation à la magie [« The Way of Wizardry »], Paris, Folio junior, 1985, 157 p. (ISBN 2-07-033549-6) : règles de magie et deux aventures.
3. Oliver Johnson (trad. de l'anglais), Le Secret des Elfes [« The Elven Crystals »], Paris, Folio junior, 1985, 178 p. (ISBN 2-07-033550-X) : trois grands scénarios formant une campagne, et quelques règles supplémentaires sur le courage, la maladie et les malédictions.
4. Dave Morris (trad. de l'anglais), Les Créatures de l'ombre (Out of the Shadows), Paris, Folio junior, 1986, 247 p. (ISBN 2-07-033551-8) : supplément de règles sur les assassins, des pouvoirs spéciaux accessibles aux personnages de haut niveau, des créatures supplémentaires et trois aventures.
5. Oliver Johnson (trad. de l'anglais), La Puissance des ténèbres [« The Power of Darkness »], Paris, Folio junior, 1986, 173 p. (ISBN 2-07-033576-3) : supplément de règles sur les élémentalistes (magiciens), la folie, et une grande campagne Le Prince des ténèbres.
6. Dave Morris (trad. de l'anglais), Les Terres de Légende [« Lands of Legend »], Paris, Folio junior, 1986, 271 p. (ISBN 2-07-033577-1) : supplément de règles sur les seigneurs de la guerre (alliant de bonnes capacités combatives à des compétences magiques), description du monde (géographie, histoire, cultures) et un scénario.

### Les règles
Il s'agit d'un système de jeu à classes de personnage et niveaux. Les classes proposées sont chevalier, barbare, magicien, prêtre, assassin, élémentaliste et seigneur de la guerre.
Les personnages sont définis par cinq caractéristiques, déterminées par le jet de 3d6 : force, agilité, astuce, pouvoir et charme. Les points de vie sont déterminés selon la classe. Les totaux d'attaque, de défense, d'esquive, d'attaque magique et de défense magique dépendent de la classe et peuvent être modifiés selon les scores des autres caractéristiques.
Les Terres de Légende fait partie des jeux de rôle n'ayant pas de règle unique pour la résolution des actions : une règle spécifique a été développée pour chaque situation. Toutefois, deux principales règles de résolution se dégagent :
1. lors d'une opposition entre deux personnages, ou un « phénomène agresseur » (p. ex. chute d'un objet) et un personnage, l'attaque porte si un jet est inférieur ou égal à la différence des caractéristiques attaquant/défenseur :
  - d20 ≤ [attaque de l'attaquant – parade du défenseur] (combat) ;
  - 2d10 ≤ [vitesse d'une attaque – esquive du défenseur], 2d10 ≤ [attaque magique du lanceur de sort – défense magique de la cible] ;
2. pour vaincre un obstacle passif (fracturer une porte, escalader une paroi), l'action réussit automatiquement si la caractéristique (force, agilité, …) est supérieure ou égale à la difficulté de l'obstacle (de 3 à 18) ; si le personnage est trop faible, il doit réussir un jet :
caractéristique ≥ difficulté ; sinon, d20 < caractéristique.

Une règle « de secours » permet de gérer les cas pour lesquels ces deux règles ne s'adaptent pas : le maître de jeu fixe arbitrairement un pourcentage de réussite…
Parmi les quelques règles spécifiques :
- pour un certain nombre de cas, il faut d20 ≤ caractéristique sans comparer au préalable la caractéristique à une difficulté, par exemple pour ne pas fuir devant un goule (test d'astuce), se dégager d'un filet d'araignée, résister à la mort infligée par le souffle d'un sufiriade (test de force), ne pas respirer un nuage de spores d'une vesse-de-loup, ne pas glisser sous l'effet d'un sort de glissade ou s'échapper de l'étreinte d'un obsidiaque ou d'un python (test d'agilité) ;
- poison : un poison a une puissance de 2d6 à 4d6, le personnage résiste au poison si le jet de dé est inférieur ou égal à sa force ;
- épouvante causée par un fantôme, un spectre, un ectoplasme : la difficulté de l'attaque est de 1dx – niveau de la victime, l'esprit réussit son attaque d'épouvante si 2d10 ≤ difficulté ainsi calculée (1dx = 1d6 pour un spectre, 1d8 pour un ectoplasme, 1d12 pour un fantôme) ; hypnose par un vampire : la puissance de l'hypnose est 1d6 + niveau du vampire – niveau de la victime, la victime est dominée si 2d10 ≤ puissance ; repousser un vampire par une croix : la puissance de l'action est 1d6 + niveau de l'attaquant, le vampire est repoussé si 2d10 ≤ puissance ;
- surprise : un groupe de combattants est surpris si les attaquants obtiennent un 1 sur un jet de 1d6, cela pouvant varier selon le type de monstre (1 à 2 sur 1d6 pour un hobbit, 1 à 3 pour un python, 1 à 4 pour un spectre, un hobgobelin ou un pazuzu) et les circonstances.

## L'édition de 2008

### Ouvrages
Les ouvrages originaux ont été retravaillés par Ian Sturrock et Adrian Bott, et validés[pas clair] par les auteurs originaux.
Édition de Magnum Opus Press/Mongoose Publishing
1. Oliver Johnson et Dave Morris, Dragon Warriors RPG, Magum Opus Press, novembre 2008, 256 p. (ISBN 978-1-906103-96-5) : règles du jeu et description du monde ;
2. Oliver Johnson et Dave Morris, Dragon Warriors Bestiary, Magum Opus Press, novembre 2008, 88 p. (ISBN 978-1-906103-99-6) : plus de 120 espèces (humanoïdes, surnaturelles, créées par sorcellerie, légions de l'enfer, morts-vivants) ;
3. Oliver Johnson et Dave Morris, Sleeping Gods, Magum Opus Press, décembre 2008, 104 p. (ISBN 978-1-906508-03-6) : campagne basée sur les scenarii de la première édition ;
4. Oliver Johnson et Ian Sturrock, Prince of Darkness, Magum Opus Press, novembre 2009, 88 p. : une aventure dans le fief glacé de Glissom, à l'extrême nord d'Ellesland ;
5. (prévu en janvier 2010) Friends or Foes, 64 p. : 36 personnages avec des amorces d'aventures.
6. (prévu en mars 2010) Dave Morris, In From The Cold : collection d'articles de White Dwarf (écrits sous pseudonymes).

Serpent King Games a publié une édition révisée du livre de base, intégrant les errata, au format PDF en avril 2011. La version imprimée a été publiée en juillet 2012.
Édition Serpent King Games
1. Colin Chapman, Shaun Hately, Wayne Imlach, Damian May, Ben Monroe, Dave Morris, Roz Morris, Jon Reed, Ian Sturrock et Kieran Turley, Players Guide, Serpent King Games, 2015, 144 p.

### Traduction française
La Taverne de l'Elfe vert a traduit le jeu en 2011 sous le titre Legend. Le jeu de rôle, mais le projet n'a pas été jusqu'à publication. Le jeu est finalement publié en février 2018 par Megara Entertainment sous le premier titre Les Terres de Légende.

### Les règles
Les personnages peuvent occuper sept professions : chevalier (knight), barbare (barbarian), magicien (sorcerer), prêtre (mystic), seigneur de la guerre (warlock), élémentaliste (elementalist) ou assassin (assassin).
En outre, un personnage est défini par cinq caractéristiques : strength (force), reflexes (agilité), intelligence (astuce), psychic talent (pouvoir) et looks (charme).
Les points de vie (health points) dépendent de la profession et vont pour le total de départ de 1d6+4 (magiciens, élémentalistes) à 1d6+9 (barbares). Les scores d'attaque et de parade dépendent aussi de la profession et sont modifiés par les valeurs des caractéristiques ; la base de l'attaque va de 11 (magiciens, élémentalistes) à 14 (barbares), et la parade va de 5 (assassins, élémentalistes, magiciens) à 7 (chevaliers). Il en va de même pour la défense magique (3 à 5) et l'attaque magique (0 pour les non-pratiquants, 13 à 15 pour les élémentalistes, prêtres et magiciens).